# Medalha Shewhart
A Medalha Shewhart (em inglês:  Shewhart Medal) é uma condecoração da American Society for Quality, concedida anualmente desde 1948, em memória de Walter A. Shewhart, o "pai do controle estatístico de qualidade". É destinada a trabalhos de destaque na teoria, princípios e técnicas no campo do controle de qualidade moderno.

## Laureados
- 1948 Leslie Earl Simon
- 1949 Harold French Dodge
- 1950 Martin A. Brumbaugh
- 1951 George DeForest Edwards
- 1952 Eugene L. Grant
- 1953 Harry G. Romig
- 1954 Edwin G. Olds
- 1955 William Edwards Deming
- 1956 Mason E. Wescott
- 1957 Cecil C. Craig
- 1958 Irving W. Burr
- 1959 Paul S. Olmstead
- 1960 Ellis R. Ott
- 1961 Leonard Henry Caleb Tippett
- 1962 Lloyd A. Knowler
- 1964 Acheson Johnston Duncan
- 1965 Paul C. Clifford
- 1966 Edward P. Coleman
- 1967 Charles A. Bicking
- 1968 George Box
- 1969 W. J. Youden
- 1970 J. Stuart Hunter
- 1971 Frank E. Grubbs
- 1972 Gerald J. Lieberman
- 1973 Sebastian B. Littauer
- 1974 Benjamin Epstein
- 1975 William R. Pabst Jr.
- 1976 John Tukey
- 1977 Albert Hosmer Bowker
- 1978 Lloyd S. Nelson
- 1979 Hugo Christiaan Hamaker
- 1980 John Mandel
- 1981 Richard A. Freund
- 1982 Kaoru Ishikawa
- 1983 Edward G. Schilling
- 1984 Norman Lloyd Johnson
- 1985 Ronald D. Snee
- 1986 Donald Marquardt
- 1987 Fred Leone
- 1988 Harrison M. Wadsworth
- 1989 Dorian Shainin
- 1990 William J. Hill
- 1991 Cuthbert Daniel
- 1992 Gerald J. Hahn
- 1993 Harry Smith Jr.
- 1994 Brian L. Joiner
- 1995 Genichi Taguchi
- 1996 Douglas C. Montgomery
- 1997 John Frederick MacGregor
- 1998 Raymond H. Myers
- 1999 James M. Lucas
- 2000 John A. Cornell
- 2001 Søren Bisgaard
- 2002 William H. Woodall
- 2003 Wayne B. Nelson
- 2004 Douglas M. Hawkins
- 2005 Norman Draper
- 2006 William Q. Meeker
- 2007 C. F. Jeff Wu
- 2008 Roger W. Hoerl
- 2009 David W. Bacon
- 2010 G. Geoffrey Vining
- 2011 Jerald F. Lawless[1]
- 2013 Robert L. Mason
- 2014 Bovas Abraham
- 2015 Dennis Lin
- 2016 Connie Borror[2]